# Homosexualidad en la Antigua Grecia

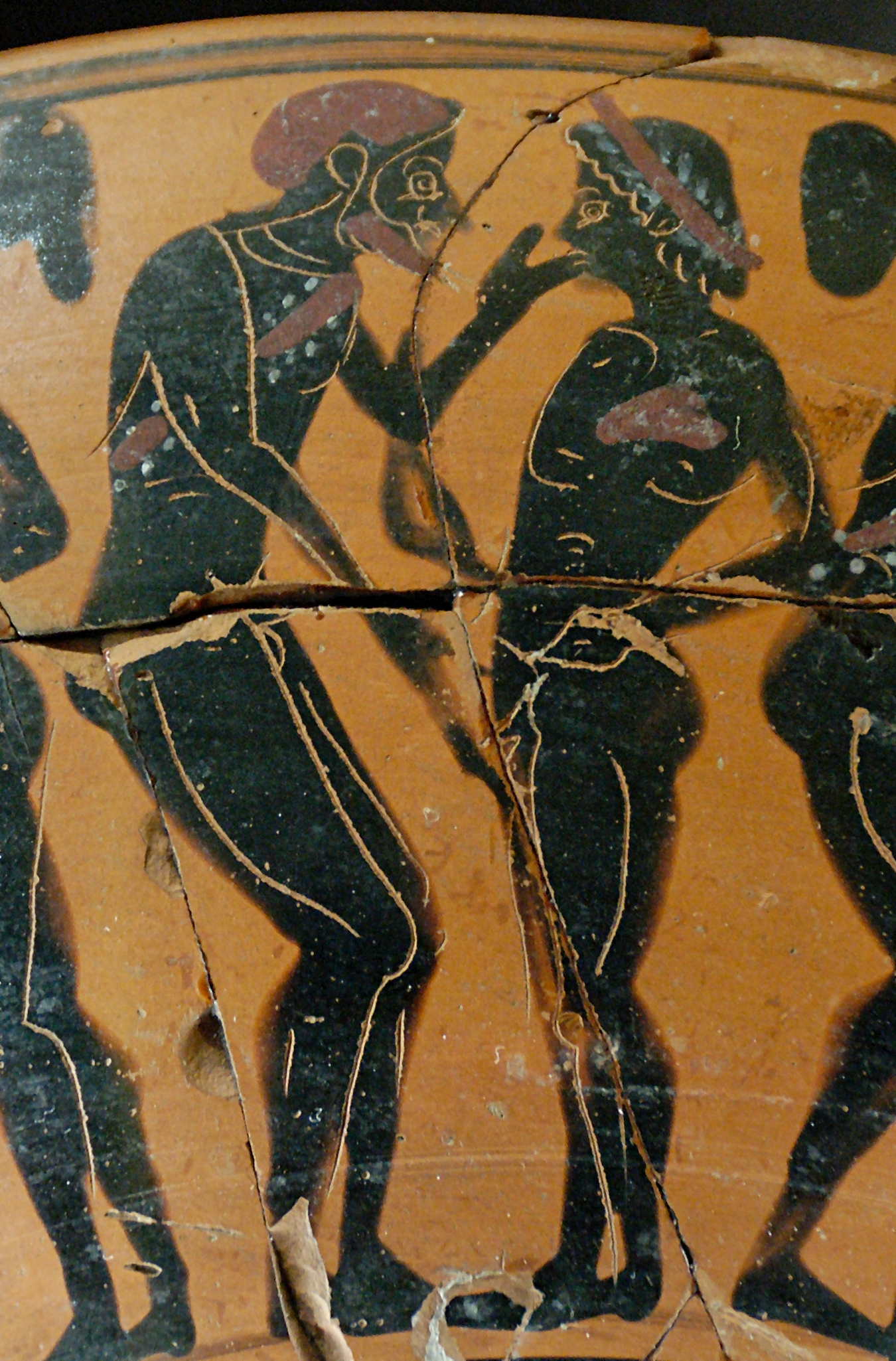
Escena de cortejo pederasta. Detalle de una vasija de figuras negras ática, del siglo IV a. C.

En la antigüedad clásica escritores como Heródoto, Platón, Aristóteles, Jenofonte, Ateneo y muchos otros exploraron los aspectos del amor homosexual en la Antigua Grecia. La más extendida forma de relación sexual homosexual se daba entre hombres adultos y jóvenes adolescentes. No está claro cómo se veían las relaciones entre mujeres en la sociedad, pero existen ejemplos tan antiguos como el de Safo de Lesbos.

## Contexto

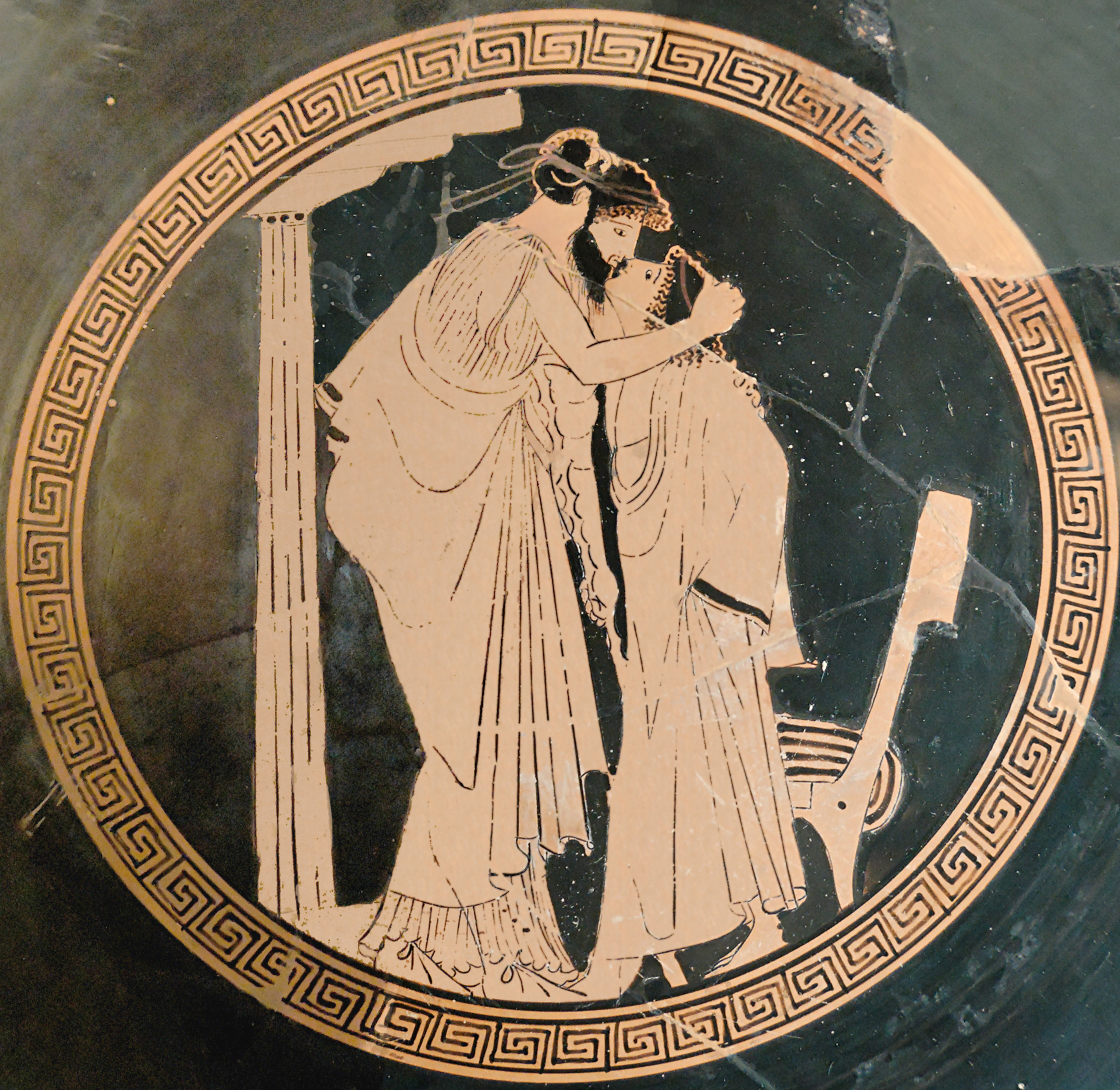
Kílix ático que representa un amante (ἐραστής) besando a su amado (ἐρώμενος). Las representaciones de escenas pederastas son abundantes en el arte griego.

En la Antigua Grecia no se concebía la orientación sexual como identificador social, cosa que sí se ha hecho en las sociedades occidentales en el último siglo. La sociedad griega no distinguía el deseo o comportamiento sexual por el sexo biológico de quienes participaran, sino por cuánto se adaptaba dicho deseo o comportamiento a las normas sociales. Estas normas se basaban en el sexo, la edad y el estatus social. Existe poco material original sobre cómo consideraban las mujeres la actividad sexual.
Principalmente, hay dos puntos de vista sobre la actividad sexual masculina en la antigua sociedad griega. Algunos eruditos, como Kenneth Dover y David Halperin, afirman que existía una marcada polarización entre compañeros "activos" y "pasivos", penetrador y penetrado, y esta polarización activo/pasivo estaría asociada con roles sociales dominantes y sumisos: el rol activo se asociaría con la masculinidad, con un estatus social alto y con la edad adulta, mientras que el papel pasivo se asociaría con la feminidad, con un estatus social bajo y con la juventud. Según esta visión, cualquier actividad sexual en la que un hombre penetrara a alguien socialmente inferior se consideraba normal; se consideraba «socialmente inferior» a mujeres, jóvenes, extranjeros, prostitutas y esclavos. Igualmente, ser penetrado, especialmente por alguien socialmente inferior, podía ser considerado vergonzoso.
Otros estudiosos, sin embargo, argumentan que las relaciones entre hombres normalmente incluían a un hombre adulto y a uno joven: el hombre mayor tomaría el rol activo.  También las describen como «cariñosas», «amorosas» y «afectivas», y argumentan que la tradición griega de las relaciones homosexuales era central «en la historia griega y la guerra, la política, el arte, la literatura y la educación, resumiendo, en el milagro griego».

## Pederastia

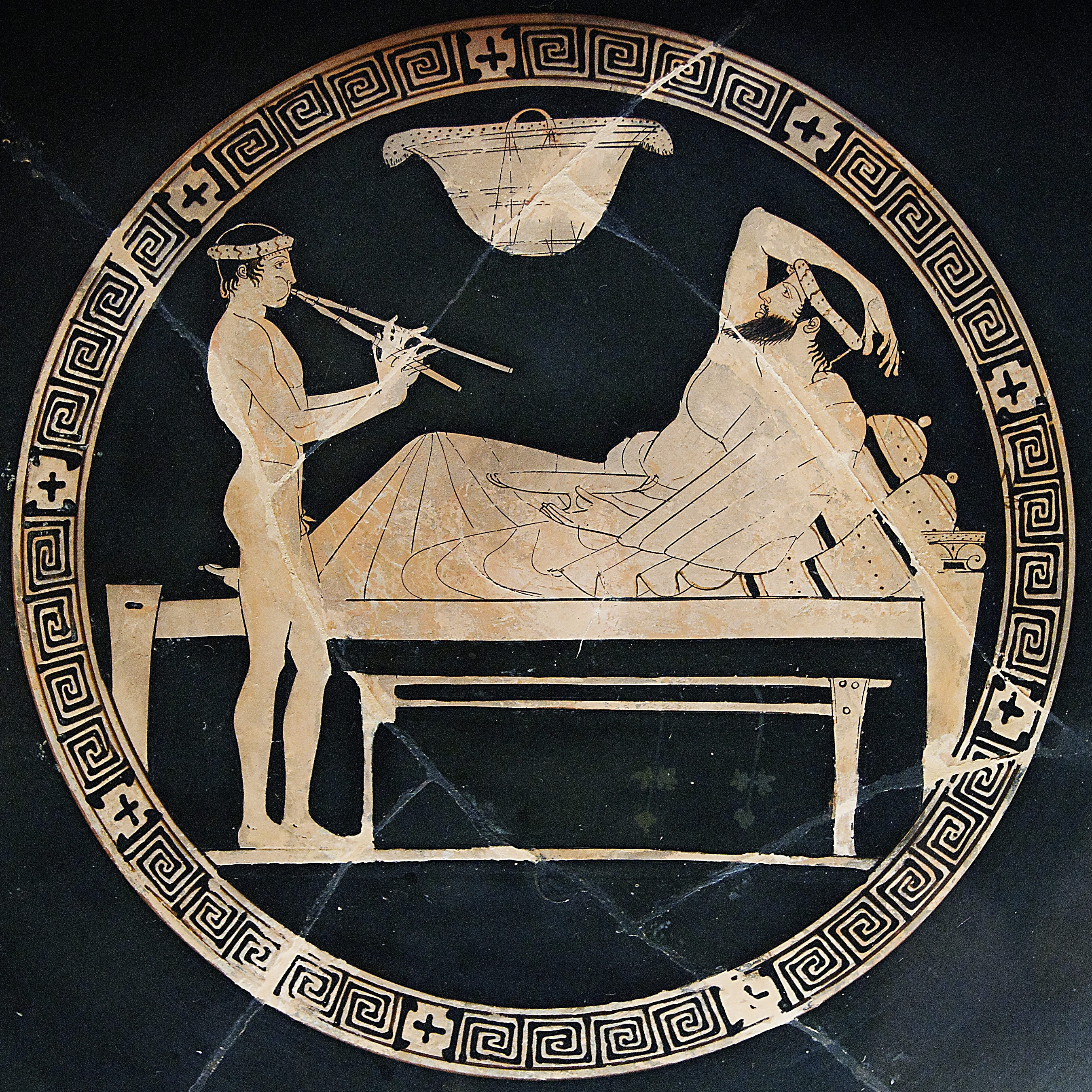
Un joven desnudo toca el aulos para el comensal de un banquete. Copa roja ática, pintor de Eveón, 460-450 a. C.

La forma más común de relaciones sexuales entre hombres en Grecia era la paiderastia, combinación de dos vocablos griegos: παιδ- (raíz de παῖς, παιδός, 'niño' o 'muchacho') y ἐραστής (erastēs, 'amante'; cf. erotismo). De este término, que significaba 'amante de niño', proviene la palabra pederastia. La pederastia, tal como se entendía en la antigua Grecia, era una relación entre un hombre mayor y un joven adolescente. En Atenas el hombre mayor era llamado erastés y se encargaba de educar, proteger, amar y dar ejemplo a su amado. El joven era llamado erómeno y su retribución al amante era su belleza, juventud y compromiso.
Existían elaborados protocolos sociales para proteger a los jóvenes del deshonor asociado a ser penetrado. Se esperaba que el erómeno respetara y honrara al erastés, pero no que lo deseara sexualmente. Aunque ser cortejado por un hombre mayor era prácticamente una prueba de hombría para los jóvenes, un joven con deseo sexual recíproco para con su erastés debía afrontar un estigma social considerable.
Los antiguos griegos, en el contexto de las ciudades-estado pederastas, fueron los primeros en describir, estudiar, sistematizar y establecer la pederastia como institución social y educativa. Era un elemento importante de la vida civil, militar, filosófica y artística. Existe cierto debate entre los expertos sobre si la pederastia se daba en todas las clases sociales o si estaba mayoritariamente limitada a la aristocracia.
La moralidad de la pederastia fue exhaustivamente analizada en la Antigua Grecia, siendo considerados algunos de sus aspectos como infames y otros como lo mejor que la vida podía ofrecer. En el diálogo platónico de las Leyes, la pederastia carnal es descrita como "contraria a la naturaleza"; sin embargo, los interlocutores de este diálogo reconocen que una iniciativa por la abolición de la pederastia sería impopular en la mayoría de las ciudades-estado griegas. 

### Homosexualidad entre militares

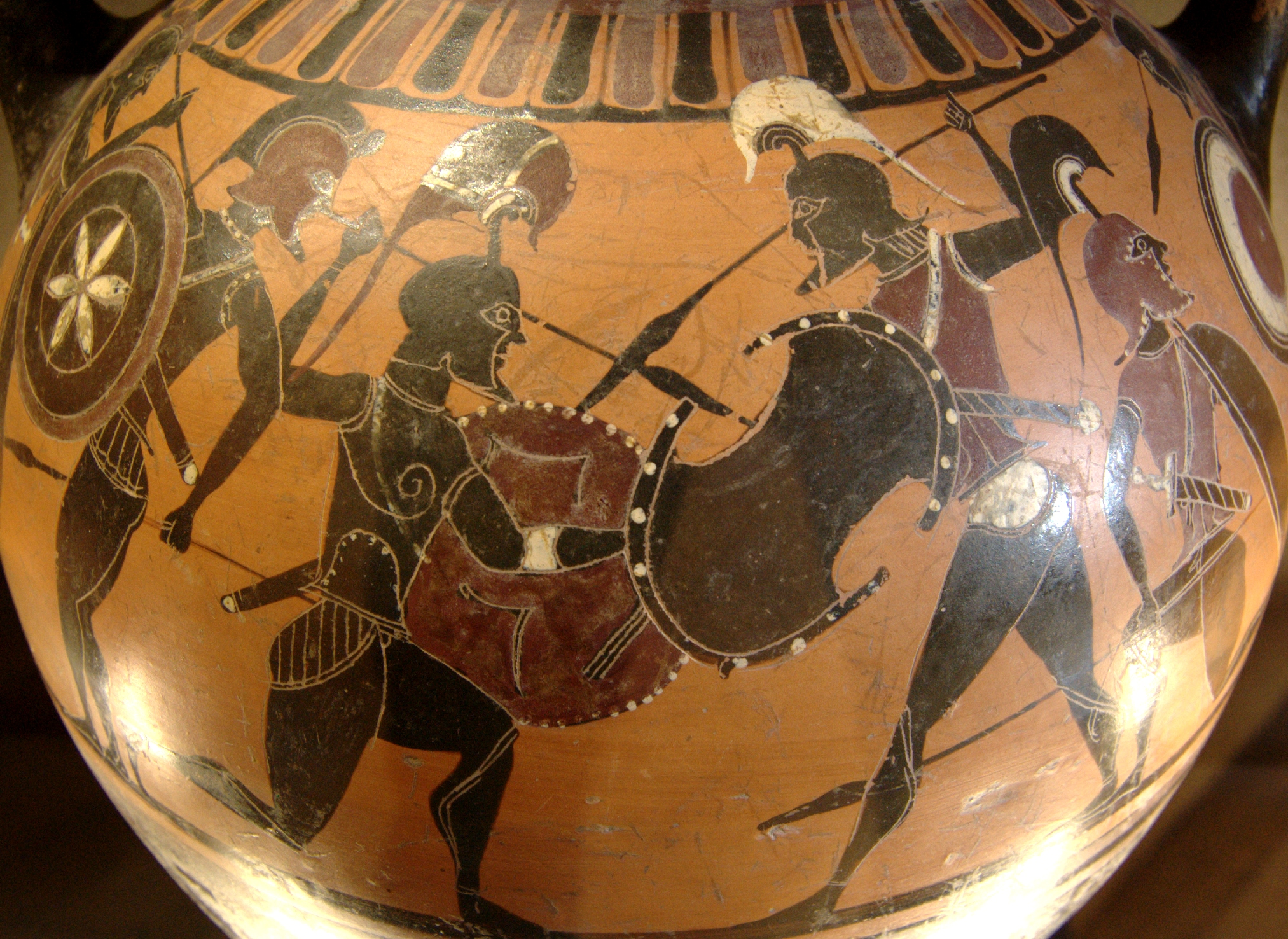
Guerreros griegos en un ánfora de figuras negras. Museo del Louvre.

Cuando se habla de la homosexualidad en los ejércitos de la antigua Grecia se menciona principalmente a la tropa sagrada tebana pero este no es el único ejemplo de prácticas homoeróticas u homosexuales entre los militares de los ejércitos griegos. Eran frecuentemente utilizadas tanto en el adiestramiento y entrenamiento militar, como para mantener la moral y fortalecer los lazos y el espíritu de combate de la tropa en tiempos de guerra. 
El Batallón Sagrado de Tebas, una unidad militar separada del resto y reservada únicamente a hombres y sus jóvenes amados, es normalmente considerado como el primer ejemplo de cómo en la Antigua Grecia se usaba el amor entre soldados en la tropa para estimular su espíritu combativo. Los tebanos atribuían al Batallón Sagrado el poder de Tebas durante la generación anterior a su caída ante Filipo II de Macedonia, que quedó tan impresionado ante su valor en combate que mandó construir un monumento que aún hoy se mantiene en pie en el lugar donde se enterró a los soldados. También criticó duramente las opiniones que los espartanos tenían del Batallón. Dice Plutarco en su obra Pelópidas:
Perezcan los que hayan podido pensar que entre semejantes hombres haya podido haber nada reprensible.
En la misma obra, Plutarco cita también la opinión de Pamenes de Tebas:
El Néstor de Homero no fue muy habilidoso capitaneando un ejército cuando ordenó que los griegos formasen por tribus (...), pues debía haber unido los amantes con sus amados. Porque los hombres de la misma tribu se valoran muy poco los unos a los otros cuando el peligro acecha; pero un grupo cimentado en la amistad basada en el amor nunca será separado pues, temiendo la afrenta, los amantes por los amados, y estos por aquellos, así perseveran en los peligros los unos por los otros.
Estas uniones están reflejadas en episodios de la mitología griega, como la heroica relación entre Aquiles y Patroclo en la Ilíada, donde al parecer su unión estimuló tanto la moral como la valentía. Las uniones en el ejército tomaban la forma típica de pederastia, siendo escasas las relaciones más igualitarias. Estas relaciones han quedado documentadas por muchos historiadores griegos y en discursos filosóficos, así como en descorteses menciones como la de Filipo II de Macedonia, recogida por Plutarco:
Encontramos que la mayoría de las naciones guerreras son más adictas al amor, como los beocios, los lacedemonios y los cretenses. Y entre los más antiguos héroes ninguno fue tan amoroso como Meleagro, Aquiles, Aristómenes, Cimón o Epaminondas; el último de los cuales tuvo como concubinos a Asópico y a Cafisodoro, que fue asesinado junto a él en la Batalla de Mantinea y yace enterrado muy cercano a él.
Durante la guerra Lelantina entre Eretria y Calcis, antes de una decisiva batalla los calcidianos pidieron ayuda a un guerrero llamado Cleómaco. Él respondió a su petición, llevando a su amante para que observara. Liderando la carga contra los eretrios, llevó a Calcis a la victoria pagando como precio su propia vida. Los calcidianos le erigieron una tumba en el mercado en gratitud y adoptaron la pederastia.

## Amor entre hombres adultos
Dada la importancia que se daba en la sociedad griega al cultivo de la masculinidad en los hombres adultos, y la feminidad que se asociaba a ser penetrado en las relaciones homosexuales, las relaciones entre hombres adultos de estatus social comparable se consideraban controvertidas y normalmente iban acompañadas de estigmatización social. Aunque se consideraban normales si eran continuación de una antigua relación pederasta, cuando el erómeno ya había llegado a la madurez, como indicaba el refrán: «Puedes levantar un toro si lo portaste de ternero». Se pueden encontrar también este tipo de relaciones tanto en el registro histórico como en los mitos. 

### Patroclo y Aquiles

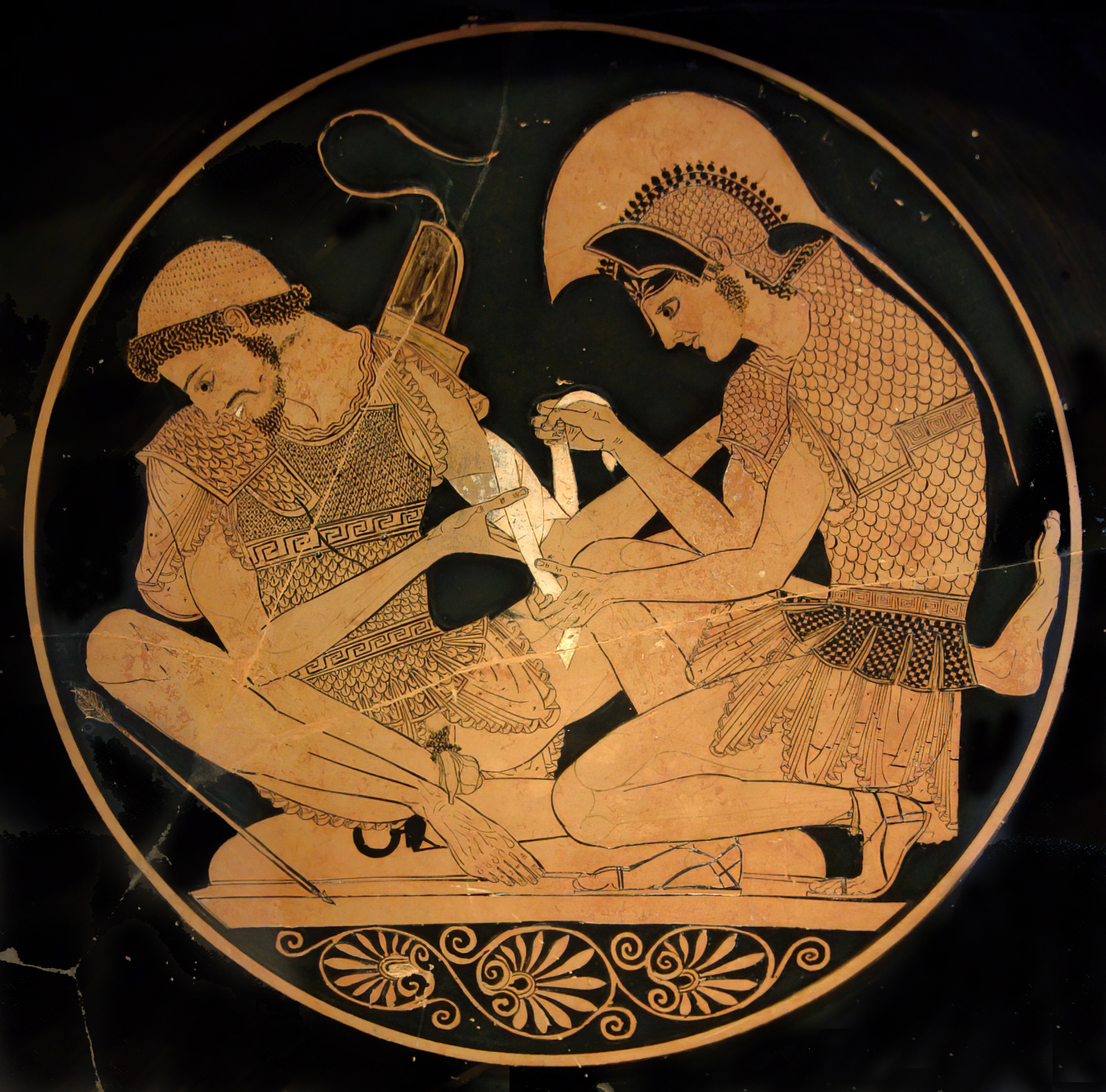
Aquiles y Patroclo.

Desde la antigüedad clásica surgieron interpretaciones sobre la posibilidad de que entre Aquiles y Patroclo existiera una relación homosexual, aunque Homero no describe explícitamente la relación entre ellos como tal. Al sentirse los antiguos griegos incómodos con cualquier percepción de Aquiles y Patroclo como adultos en igualdad de condiciones, trataron de establecer una clara diferencia de edad entre ambos. Había desacuerdo en cuanto a quién ejercía de erastés y quién de erómeno, ya que la tradición homérica sugería que Patroclo era mayor pero Aquiles el dominante. Otras opiniones de la antigüedad consideran que Aquiles y Patroclo eran simplemente muy buenos amigos.
Esquilo, en su tragedia Mirmidones, dibujaba un Aquiles protector, puesto que había vengado la muerte de su amante aun cuando los dioses le hubieran advertido de que le costaría la propia vida. En el Banquete de Platón, de otra parte, se representa a Fedro afirmando que Homero enfatizó la belleza de Aquiles, lo que lo definiría a él, y no a Patroclo, como erómeno. Eso a pesar de que en el canto IX de la Iliada (versos 663-668) se presenta a Aquiles y Patroclo durmiendo cada uno con una mujer, Aquiles con Diomeda y Patroclo con Ifis, mujer que por cierto, el propio Aquiles entregó a Patroclo.

### Parejas históricas de hombres adultos
Entre los personajes históricos de la Antigua Grecia a los que se atribuían relaciones homosexuales puede citarse a Agatón de Atenas, que tenía un amante llamado Pausanias. Además existía la creencia de que Agatón también había sido amado por Eurípides. También hubo una tendencia a relacionar a Alejandro Magno con la homosexualidad a raíz de las muestras de afecto que mostraba por Hefestión y del testimonio acerca de un beso que el rey macedonio dio en público al eunuco Bagoas.

## Amor lésbico

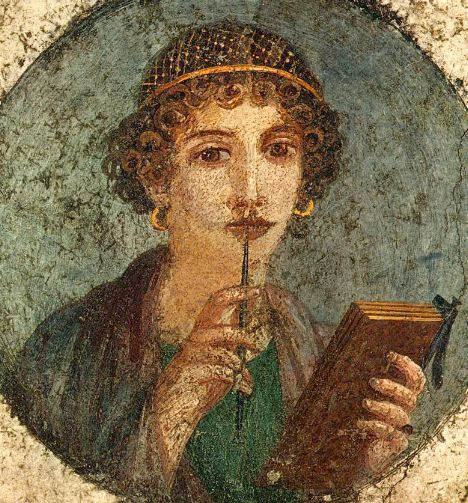
Representación de Safo en un fresco de Pompeya.

Safo, poetisa de la isla de Lesbos, escribió numerosos poemas que describían amores entre mujeres y chicas. El amor en estos poemas es en ocasiones correspondido y en otras no. Se cree que Safo escribió unas 12.000 líneas de poesía sobre su amor por otras mujeres. De estas, tan solo han sobrevivido unas 600 líneas. Como resultado de su fama en la antigüedad, ella y su tierra se han convertido en símbolo del amor entre mujeres, aunque aparentemente ella era bisexual.
También han quedado documentadas relaciones eróticas pedagógicas en Esparta, junto con el nudismo atlético de mujeres. En El Banquete de Platón aparecen mujeres que: 

No se preocupan por los hombres, pero tienen contactos con mujeres.

Sin embargo, en general existen pocas referencias historiográficas de relaciones amorosas y sexuales entre mujeres. La mujer que practicaba la homosexualidad femenina en la antigua Grecia era denominada tríbada, del griego τρίβω (tríbō, frotar).

## Controversia entre los expertos
Las prácticas homosexuales en estas sociedades (Atenas, Creta, Elis, Esparta, Tebas y otras) solo han sido abordadas en profundidad tanto en sus aspectos históricos como éticos desde los años 1900. Uno de los primeros estudiosos en abordar la homosexualidad en la antigua Grecia fue John Addington Symonds que escribió la tesis Un problema en la ética griega en 1873, pero tuvo que esperar 28 años para ser publicada en 1901. También se publicaron en esta época los trabajos de Erich Bethe en 1907. Edward Carpenter expandió el alcance del estudio en su trabajo de 1914 Tipos intermedios entre el folclore primitivo. El texto examina prácticas homoeróticas de todo tipo, no solo pederastas, en una amplia gama de culturas de todo el mundo.
Históricamente ha habido un ambiente de censura en este tema. La mayoría de los estudios sobre la Antigua Grecia omitían deliberadamente las referencias a la homosexualidad. En la novela de 1910 Maurice se hace referencia a este "código de silencio" cuando un profesor de Cambridge anotaba "Omitir: referencia al innombrable vicio de los griegos". En los años 1940 H. Michell afirmó: "Este aspecto de la moral griega es extraordinario, y siendo ecuánimes, no es provechoso husmear demasiado profundamente". Tras un largo periodo marcado por la censura en temas de homosexualidad, los estudiosos empezaron a abordar el tema.
En Alemania los estudios fueron continuados por el experto en el mundo clásico Paul Brand que escribió, bajo el seudónimo de Hans Licht, Vida sexual en la antigua Grecia publicado en 1930. Hasta 1978 no se publicó un libro en inglés que tratara en exclusiva el tema histórico de la homosexualidad, Homosexualidad griega de K. J. Dover. La obra de Dover provocó una serie de debates que continúan actualmente y generó una fuerte polémica en los griegos modernos por mostrar esta imagen de la Grecia antigua. 
Dover, apoyándose en el estudio de pasajes literarios y de imágenes decorativas de la cerámica ática, destaca que los antiguos griegos percibían la homosexualidad masculina como algo natural, aunque deduce, por el testimonio que se encuentra en el discurso de Esquines contra Timarco, que esta percepción se reducía al elemento activo de la relación, mientras el elemento pasivo era asociado a la falta de virilidad. También señala que el Estado permitía tanto el ejercicio de la homosexualidad como la prostitución homosexual masculina, con la excepción de los casos en los que quien ejercía la prostitución tenía el estatus de ciudadano.

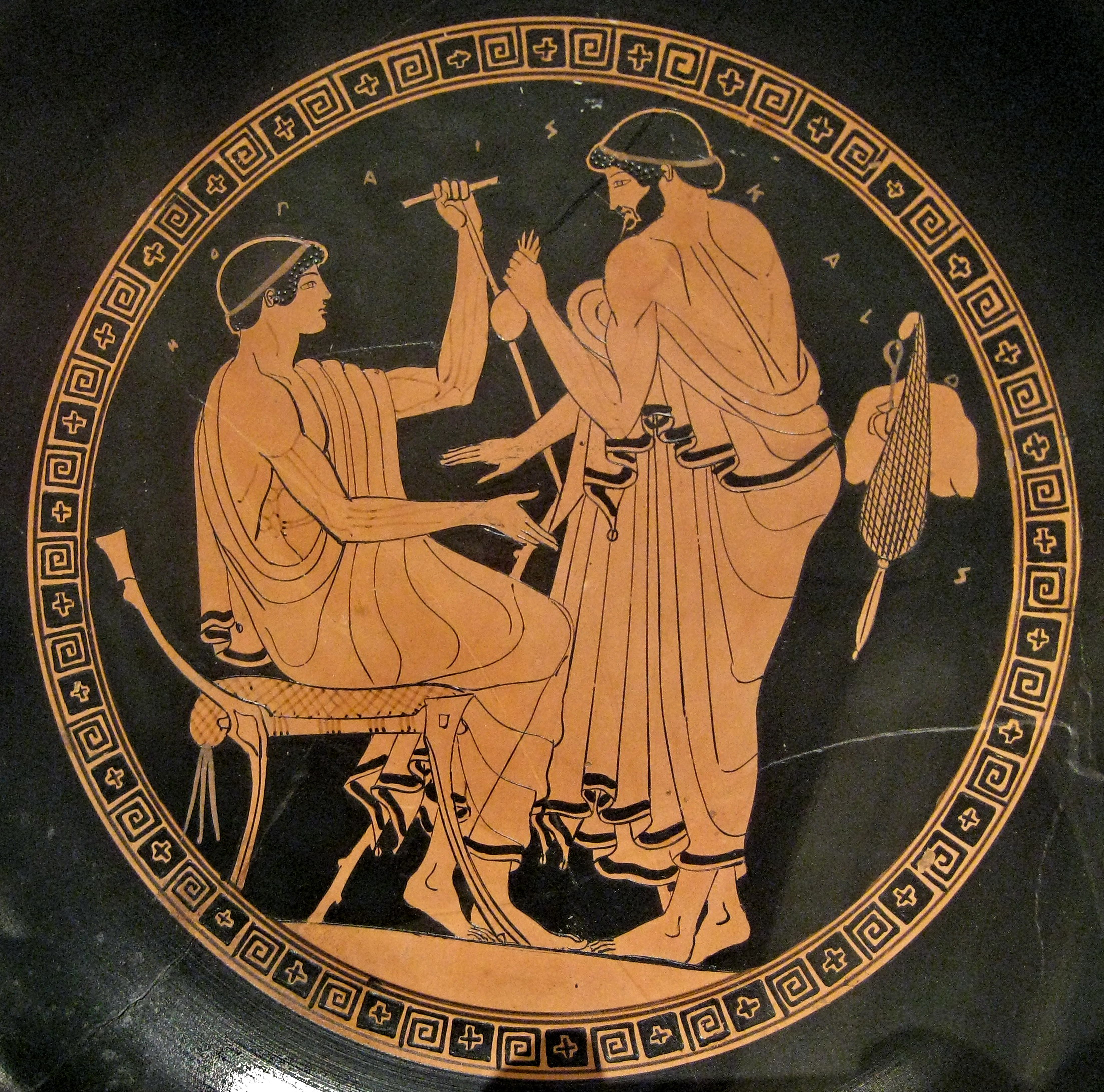
Hombre ofreciendo dinero a un joven a cambio de sexo.

Por otra parte, también hay opiniones que afirman que las relaciones homosexuales, especialmente la pederastia, eran comunes solamente entre la aristocracia y no entre la gente común (δῆμος , dêmos). Un erudito que afirma esto último es Bruce Thornton, quien argumenta que los insultos dirigidos a los homosexuales pasivos en las comedias de Aristófanes muestran el rechazo de las gentes sencillas hacia la homosexualidad masculina. Otros puntos de vista, como el de la experta Victoria Wohl, enfatizan que en Atenas el deseo entre personas del mismo sexo era parte de la «ideología sexual de la democracia», compartida por la élite y el dêmos, de lo que son ejemplo los tiranicidas Aristogitón y Harmodio. Incluso quienes defienden que la pederastia estaba limitada a las clases más altas conceden generalmente que era «parte de la estructura social de la ciudad» (πολις, polis).
Otro debate es si en la relación pederasta griega había reciprocidad o no. Unos afirman que era el reflejo de una relación de superioridad y que el erómeno simplemente se sometía. Mientras que la mayoría sostiene que había una relación de amor mutuo, expresión del deseo de ambas partes en la que no se forzaba al joven en absoluto, como se representa en los debates de Platón.
Fuera del mundo académico, tanto los opositores al movimiento de liberación sexual como los nacionalistas griegos se han aferrado, por razones políticas, a la tesis de que la homosexualidad estaba limitada a las élites.
El tema ha causado controversia en la Grecia actual. En 2002, una conferencia sobre Alejandro Magno fue asaltada porque un estudio sobre su homosexualidad iba a ser presentado. Cuando la película Alejandro Magno, que muestra a un Alejandro con escarceos románticos tanto con hombres como con mujeres, fue estrenada en 2004, veinticinco abogados griegos amenazaron con demandar a los productores de la película, pero cedieron al ver un avance de la cinta.

## Otros materiales bibliográficos
- (en francés) Lilar, Suzanne. Le Couple. Les Éperonniers, 1988. ISBN 2-87132-193-0.
- (en inglés) Dover, Keneth. Greek Homosexuality. Vintage Books, 1978. ISBN 0-394-74224-9.
- (en inglés) Halperin, David. One Hundred Years of Homosexuality: And Other Essays on Greek Love. Routledge, 1989. ISBN 0-415-90097-2.
- (en inglés) Hubbard, Thomas K. Homosexuality in Greece and Rome. University of California Press, 2003. ISBN 0-520-23430-8.
- (en inglés) Percy III, Willian A. Pederasty and Pedagogy in Archaic Greece. University of Illinois Press, 1996. ISBN 0-252-02209-2.